# 瑪麗斯維爾鎮區 (明尼蘇達州賴特縣)
瑪麗斯維爾鎮區（英語：Marysville Township）是位於美國明尼蘇達州賴特縣的一個行政鎮區。

## 地方資料
瑪麗斯維爾鎮區的面積為84.41平方千米，當中陸地面積為80.92平方千米，而水域面積為3.49平方千米。根據2020年美國人口普查的數據，當地共有人口2020人，而人口密度為每平方千米23.93人。